# Carcharhinus perezi
Carcharhinus perezi (Poey, 1876), è uno squalo del genere Carcharhinus e della famiglia Carcharhinidae. Viene a volte chiamato erroneamente Carcharhinus perezii.
Abita le acque tropicali dell'Atlantico occidentale della Florida al Brasile; il luogo dove è più comune è il Mar dei Caraibi, per questo talvolta viene chiamato squalo di barriera dei Caraibi o squalo grigio dei Caraibi.
Dotato di un corpo robusto ed allungato tipico della famiglia, questo squalo è piuttosto difficile da identificare in mezzo agli altri suoi simili, in particolare al Carcharhinus obscurus ed al Carcharhinus falciformis. I suoi caratteri distintivi sono le pinne scure senza particolari macchie, una piccola punta sul retro della seconda pinna dorsale, la forma ed il numero dei denti. Misura sino a 3 metri in lunghezza, che ne fanno uno dei più grandi superpredatori dell'ecosistema della barriera corallina, che si nutre di molte specie di pesci e cefalopodi.
Sono stati osservati in posizione di riposo sul fondale ed all'interno di grotte sottomarine, comportamento particolare per uno squalo molto attivo come questo. Se minacciati, mettono in mostra sintomi di nervosismo, nuotando a zig zag ed allungando le pinne pettorali verso il basso. Come il resto dei Carcharhinidae, sono vivipari, e le femmine partoriscono da 4 a 6 squaletti ogni due anni.
Rappresentano una risorsa importante per la pesca, sia per la carne che per la produzione di cuoio dalla pelle, che per l'olio di fegato, che per la farina di pesce, e in anni recenti hanno generato una nuova forma di ecoturismo. Alle Bahamas ed altrove infatti, delle esche sono utilizzate per attirarli presso dei sommozzatori permettendo loro di osservarli da vicino.
La specie è responsabile di un certo numero, anche se basso, di attacchi contro esseri umani.

## Tassonomia
Questo squalo è stato descritto per la prima volta nel 1876 da Felipe Poey con il nome di Platypodon perezi, all'interno della rivista scientifica Anales de la Sociedad Española de Historia Natural. Il tipo nomenclaturale fu identificato grazie a sei esemplari catturati al largo di Cuba. Il generePlatypodon fu poi designato come sinonimo di Carcharhinus da autori successivi.

## Filogenia
In base alle caratteristiche morfologiche, Jack Garrick nel 1982 ha accostato questa specie al Carcharhinus altimus ed al Carcharhinus plumbeus, mentre Leonard Compagno nel 1988 ha fatto notare come la specie più vicina a quella i questione sia il Carcharhinus amblyrhynchos. Un'analisi filogenetica basata sugli allozimi condotta da Gavin Naylor nel 1992, ha indicato come la specie appartenga ad un clade che comprende anche il Carcharhinus galapagensis, il Carcharhinus obscurus, il Carcharhinus longimanus, e la Prionace glauca. Saranno comunque necessari ulteriori studi in futuro per accertare le relazioni interne al numeroso genere dei Carcharhinus.

## Areale
Lo si può osservare nella zona tropicale dell'Oceano Atlantico occidentale, dalla Carolina del Nord sino al Brasile, comprendendo le Bermuda, il Golfo del Messico settentrionale ed il Mar dei Caraibi. Più a nord delle Florida Keys sono comunque rari.

## Habitat
Questo animale preferisce le acque poco profonde che circondano il reef e viene osservato frequentemente sul bordo della barriera stessa. Anche se generalmente non superano i 30, uno di loro è stato osservato a ben 378 metri di profondità.

## Aspetto
Il corpo è pesante e allungato, caratteristica che rende difficile la distinzione tra questa specie e gli altri grandi squali requiem. In genere la lunghezza è compresa tra 2 e 2.5 metri, ed il record al riguardo è di 3 metri. La massa corporea record è invece di 70 kg.
Il colore è grigio scuro sul dorso o grigio bruno e bianco giallastro sul ventre. Su entrambi i fianchi è presente una fascia più chiara. Le pinne non sono marchiate, mentre le pinne pari (pettorali e ventrali) sul lato interno, la pinna anale ed il lobo ventrale della caudale sono scuri.
Il muso è piuttosto corto ed ampio, nonché arrotondato, con delle vistose coperture di pelle sulle narici. Gli occhi sono grandi e circolari, con membrana nittitante.
Ci son da 11 a 13 file di denti su ciascun lato di entrambe le mascelle. La base dei denti è larga e la sommità dentellata da cuspidi sottili. su ciascun lato i denti frontali (da due a quattro di loro) sono eretti, gli altri obliqui. Le cinque paia di fessure branchiali della specie sono piuttosto allungate, ed il terzo paio si origina alla base delle pinne pettorali. La prima pinna dorsale è elevata e a forma di falce. Non c'è cresta interdorsale. La prima dorsale si origina al di sopra (o leggermente più avanti) della base delle pettorali, mentre la seconda, relativamente grande, si origina al di sopra (o leggermente più avanti) della base della anale. le pinne pettorali sono sottili ed allungate. I dentelli dermici sono posti uno vicino all'altro e sovrapposti. Ciascuno di essi ha 5 (o 7 se l'esemplare è molto grande) creste orizzontali che conducono al dente marginale

## Biologia

### Comportamento

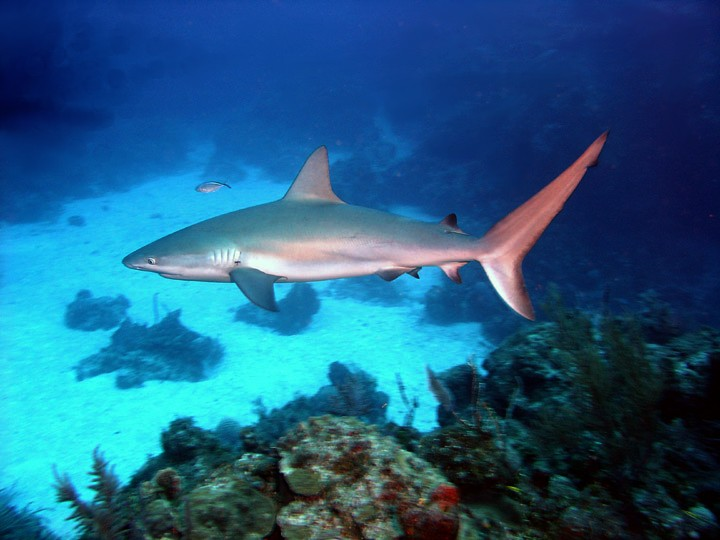
Un esemplare naviga al di sopra della barriera corallina alle Bahamas.

Nonostante la sua abbondanza in alcune aree, questo squalo è uno dei meno conosciuti e studiati tra gli squali requiem. Si ritiene comunque che giochino un ruolo fondamentale all'interno dell'ecosistema delle barriere coralline. Sono attivi per lo più nelle ore notturne, e non vi sono evidenze di pratiche migratorie o comportamenti stagionali. I giovani tendono a rimanere in zone circoscritte durante l'anno, mentre gli adulti tendono ad esplorare aree più vaste.
Una caratteristica peculiare della loro giornata sono i periodi di riposo che si concedono sul fondale o all'interno di grotte: sono i primi squali attivi osservati in questo comportamento. Nel 1975 Eugenie Clark ha investigato degli squali cosiddetti dormienti (si trattava appunto della specie in questione) di cui aveva sentito parlare presso Isla Mujeres al largo dello Yucatán, e stabilì che non stavano davvero dormendo, ma i loro occhi inseguivano i sommozzatori. Speculò inoltre intorno alla possibilità che l'acqua dolce che fuoriesce da fessure nelle grotte sommerse possa indebolire i parassiti sulla pelle di questi animali e produca inoltre per loro un piacevole effetto narcotico. Se si sentono minacciati, questi squali mettono in scena i tipici sintomi che sono assai frequenti e più pronunciati nel Carcharhinus amblyrhynchos. In particolare iniziano a nuotare in modo nervoso, cambiando continuamente direzione e distendendo le pinne pettorali frequentemente e per breve tempo (1-1.2 secondi) verso il basso.
Gli esemplari più giovani sono preda di grossi squali come lo squalo tigre e lo squalo dello Zambesi. Sono pochi i parassiti noti della specie, e tra questi una è una sanguisuga di colore scuro che si vede spesso pendere dalla prima pinna dorsale. Presso il Brasile settentrionale i giovani di questo squalo vanno alla ricerca di zone ricche di Elacatinus randalli, che ripuliscono la loro pelle mentre riposano sul fondale. Si osservano inoltre spesso dei Carangoides ruber e dei Caranx latus riunirsi in banchi attorno a questi squali.

### Dieta

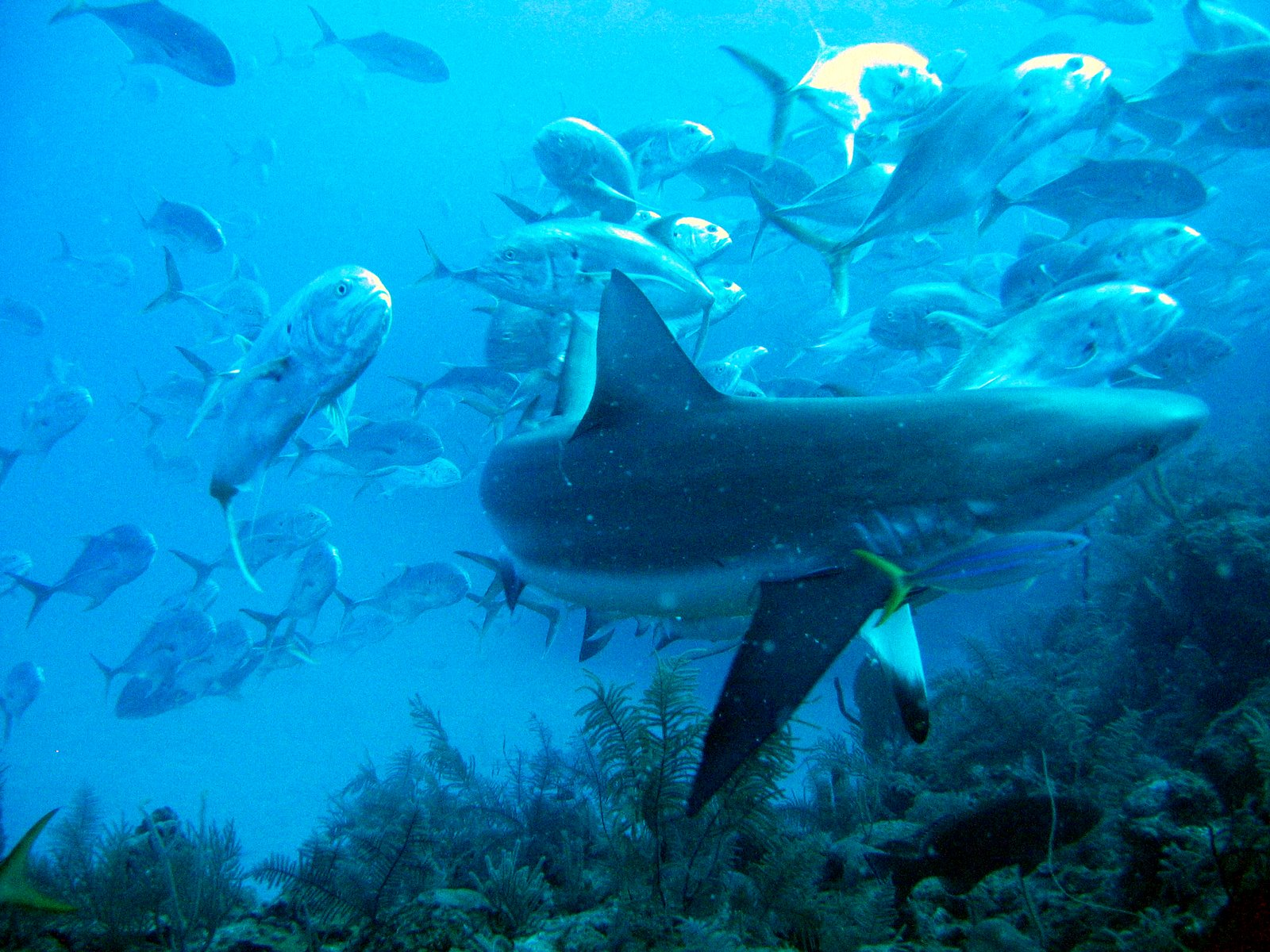
Uno di questi squali circondato da Carangidae.

Questi squali si nutrono di una grande varietà di pesci ossei e cefalopodi della barriera corallina, nonché di alcuni elasmobranchi come ad esempio le razze Aetobatus narinari e Urobatis jamaicensis. I suoni a bassa frequenza li attirano, perché in genere essi corrispondono a pesci in difficoltà o presi da una lotta.
In un'occasione un esemplare lungo due metri è stato osservato mentre dava la caccia ad un Ocyurus chrysurus: la particolarità di questo episodio risiede nel fatto che il predatore ha nuotato lentamente intorno alla preda disegnando delle traiettorie a forma di cuore dimezzato, prima di accelerare di colpo e catturarla all'angolo delle mascelle.
Gli esemplari più giovani si cibano di piccoli pesci, gamberi e granchi.
Il Carcharhionus perezi riesce a ribaltare lo stomaco per allontanare le parti indigeste, i parassiti ed il muco dalle pareti di questo organo.

### Riproduzione
La riproduzione è vivipara: una volta che l'embrione esaurisce una prima riserva di tuorlo nella sacca che lo contiene, questa si trasforma in placenta, che permette alla madre di sostentare il figlio. L'accoppiamento è apparentemente violento, visto che le femmine vengono segnate da graffi e morsi sui fianchi alla fine di esso. Presso l'arcipelago Fernando de Noronha e l'Atol das Rocas in Brasile, il parto avviene alla fine della stagione secca, cioè da febbraio ad aprile, mentre in altri luoghi dell'emisfero sud il parto avviene durante l'inverno amazzonico e cioè da novembre a dicembre.
La dimensione media della cucciolata è da 4 a 6 esemplari e la gestazione dura circa un anno. Ogni due anni poi le femmine rimangono incinte. I nuovi nati misurano circa 74 cm, poi i maschi raggiungono alla maturità sessuale gli 1.5-1.7 metri e le femmine i 2-2.3 metri di lunghezza.

## Interazioni con l'uomo

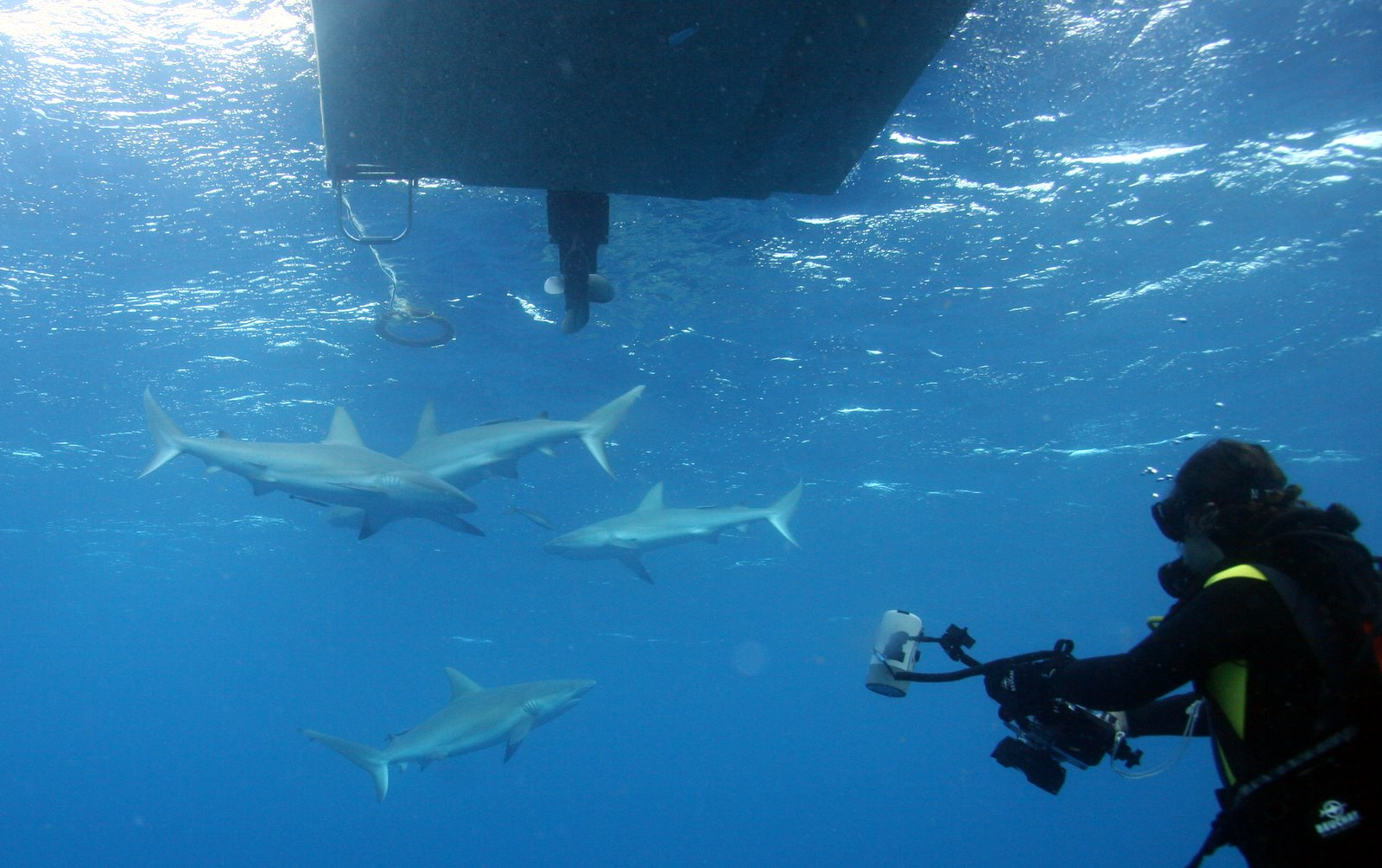
Un grosso numero di questi animali attirati da esche presso una barca.

### Attacchi contro esseri umani
Anche se rispetto ai sommozzatori è timido o indifferente, questo squalo è noto per divenire aggressivo in presenza di cibo ed anche per le dimensioni considerevoli è considerato potenzialmente pericoloso. Sino al 2008, l'International Shark Attack File ha stilato una lista di 27 attacchi attribuibili a questa specie, 4 dei quali non provocati, e nessuno letale.

### Pesca
La specie viene catturata da pescherecci artigianali e commerciali sia all'amo che alla rete attraverso tutto il suo areale. Il valore di questo pesce risiede nella carne, nella pelle, nell'olio del fegato e nella farina di pesce. Si tratta della specie di squalo che più frequentemente viene riportata a terra in Colombia (rappresentando circa il 39% degli squali pescati all'amo), dove viene sfruttato per le pinne, l'olio, le mascelle (utilizzate per ornamento). In Belize la specie viene spesso catturata incidentalmente dai pescherecci rivolti a cernie e Lutjanidae. Le pinne sono poi dirottate sul ricco mercato asiatico mentre la carne viene utilizzata nel Belize stesso, in Messico ed in Guatemala per preparare le panades, delle specie di tortilla. La pesca specializzata in Belize esisteva dai primi del 1900 al 1990 circa, ma poi si è interrotta quando le catture sono diminuite drammaticamente. La carne di questi animali contiene comunque alti livelli di metilmercurio ed altri metalli pesanti.

## Osservazione

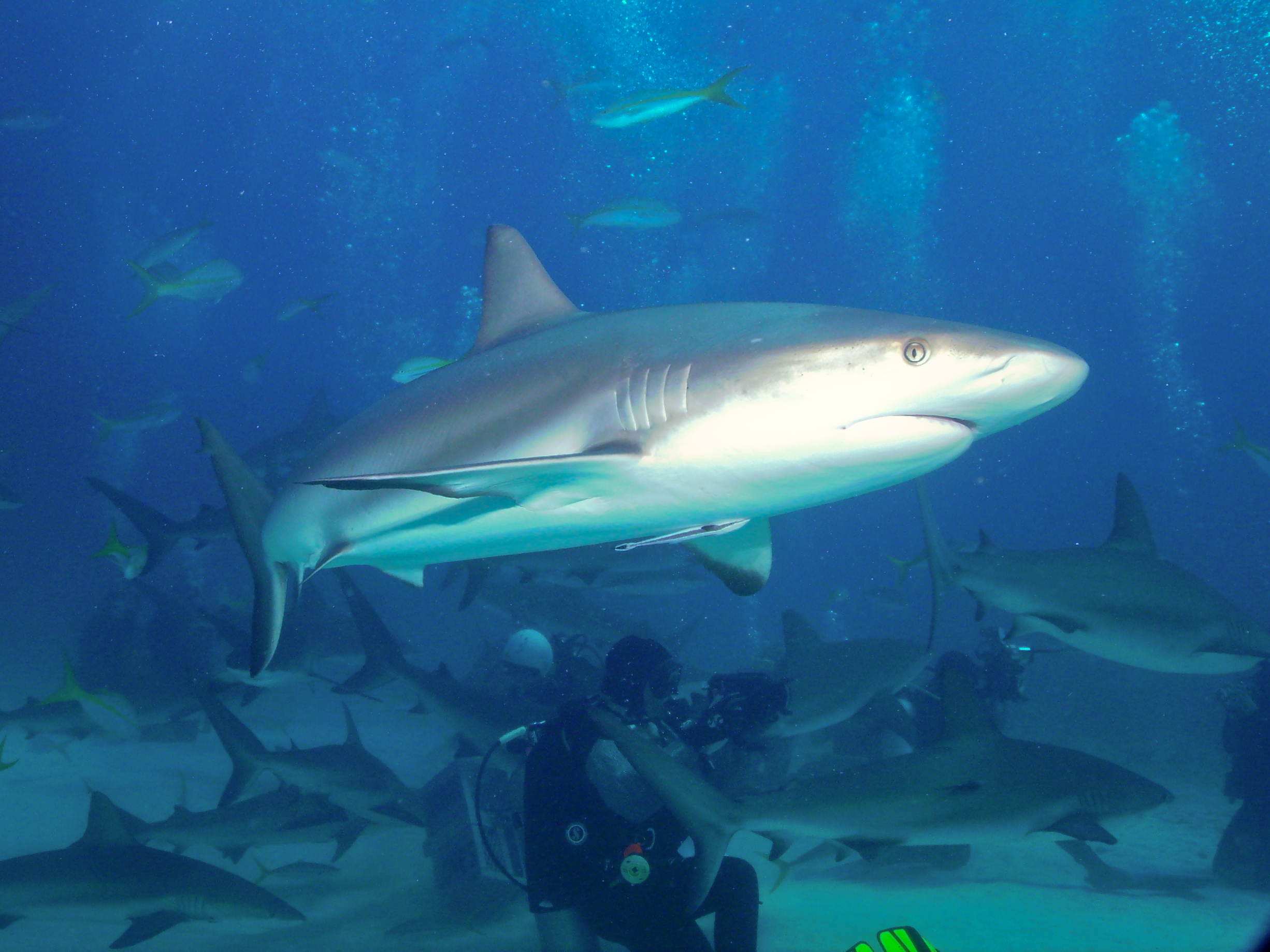
Un gran numero di questi squali nuotano attorno a dei sub nel corso di una seduta di osservazione alle Bahamas.

In anni recenti è nato un ecoturismo particolare legato a questi squali. Svariati esemplari vengono appositamente attirati nei pressi di un gruppo di sommozzatori tramite esche per favorirne l'osservazione. Si stima che circa 6 milioni di dollari siano spesi dai turisti ogni anno alle Bahamas per osservare gli squali. Un esemplare vivo assume pertanto un valore compreso tra i 13000 ed i 40000 dollari, enorme se paragonato ai 50-60 dollari del valore di un animale morto.
La pratica è oggetto di controversie, visto che c'è il rischio che gli squali associno gli esseri umani al cibo, incrementando le probabilità di attacchi all'uomo, ed inoltre la rimozione di pesci del reef dal loro habitat per utilizzarli come esche potrebbe essere altamente dannosa per l'ecosistema. Al contrario c'è chi ritiene che quest'attività possa contribuire alla protezione della specie anche educando le persone sulle sue caratteristiche. Inoltre sino ad oggi ci sono assai scarse prove del fatto che gli attacchi all'uomo in aree circostanti possano essere collegati alle sedute di osservazione. Questa pratica è comunque proibita in Florida, ma consentita in altre località dei Caraibi.

### Conservazione
L'International Union for Conservation of Nature (IUCN) ha classificato la specie come in pericolo. La popolazione è assai ridotta in Belize ed a Cuba per via di una pesca incontrollata negli scorsi anni ed in altre regioni lo sfruttamento continua. La specie è per di più minacciata dal degrato dell'ambiente naturale in cui vive: il reef. La pesca commerciale di questi pesci è invece proibita negli Stati Uniti, alle Bahamas per la già citata importanza turistica, nonché i numerose aree marine protette del Brasile e di altre nazioni. Ciononostante i limiti di queste riserve sono spesso forzati ed in molte aree dove sono numerosi i Carcharhinus perezi non sono ancora protetti.